# Riserva naturale Collemeluccio
La riserva naturale MAB (Man And Biosphere) di Collemeluccio-Montedimezzo è un'area naturale protetta situata in provincia di Isernia. La riserva occupa una superficie di 347 ettari.
È stata istituita nel 1971 ed è una Riserva della biosfera UNESCO, insignita della qualifica internazionale assegnata dall'UNESCO per la conservazione e la protezione dell'ambiente, all'interno del programma sull'Uomo e la biosfera - MAB (Man and Biosphere).

## Storia
Di proprietà del duca D'Alessandro di Pescolanciano ed esteso circa 500 ettari, il bosco di Collemeluccio fu portato in dote a questi dalla nobildonna Desiderata Melucci, dalla quale sembra derivi il nome e che lo avrebbe acquistato nel 1628 dall'Università di Pietrabbondante. Rimase di proprietà dei D'Alessandro fino al 1895, anno in cui il Banco di Napoli lo vendette a famiglie del luogo. Negli anni che seguirono fu frazionato più volte per successioni ereditarie finché, a partire dal 1968, l’ex Azienda di Stato per le Foreste Demaniali ha iniziato un’intensa attività di ricomposizione fondiaria che ha portato fino al 1977 (anno di soppressione dell’A.S.F.D.) alla formazione di un consistente nucleo di 363 ettari a fronte dei circa 500 ettari dell’abetina originaria.
Nel 1971 parte del bosco (187 ha) divenne Riserva Naturale Orientata. Nel 1977 ulteriori 160 ha furono dichiarati Bosco da Seme-Riserva Biogenetica.

Infine, con D.M. 23/12/1977 tutti i 363 ettari furono inseriti, insieme con il nucleo di Montedimezzo, in un'unica Riserva della Biosfera.
Nella 26ª Sessione dell’International Co-ordinating Council (ICC) del Programma MAB UNESCO, tenutasi a Jönköping, in Svezia, dal 10 al 13 Giugno 2014, è stata approvata la proposta di ampliamento e di ridenominazione della Riserva MAB di Collemeluccio-Montedimezzo Alto Molise, in quanto la Riserva ampliata soddisfa i requisiti del Programma MAB ed entra a far parte a pieno titolo del Network Mondiale delle Riserve della Biosfera (World Network of Biosphere Reserves - WNBR). A differenza della quasi totalità delle altre aree UNESCO italiane, grazie al processo volontario delle comunità locali si è riusciti a costruire la prima Riserva della Biosfera italiana completamente autonoma da enti parco sia regionali sia nazionali.

## Geografia
I terreni derivano da un'unica formazione miocenica costituita da arenarie scistose e calcari marnosi e sono posti a quote comprese tra 790 e 1065 m s.l.m.
L'area della foresta è caratterizzata da formazioni argillose che danno vita ad una morfologia morbida e ondulata, quasi priva di affioramenti rocciosi. Non si rilevano situazioni di marcata instabilità data la modesta pendenza dei versanti, se si esclude la fascia al confine con il fiume Trigno.
Il reticolo idrografico è costituito dal vallone Salcitaro e da alcuni valloncelli i cui alvei hanno uno sviluppo di poche centinaia di metri, tutti confluenti nel Trigno. 
Nella zona Nord della riserva è presente l'antica sorgente Fonte Cupa, captata per il centro visitatori.

## Flora

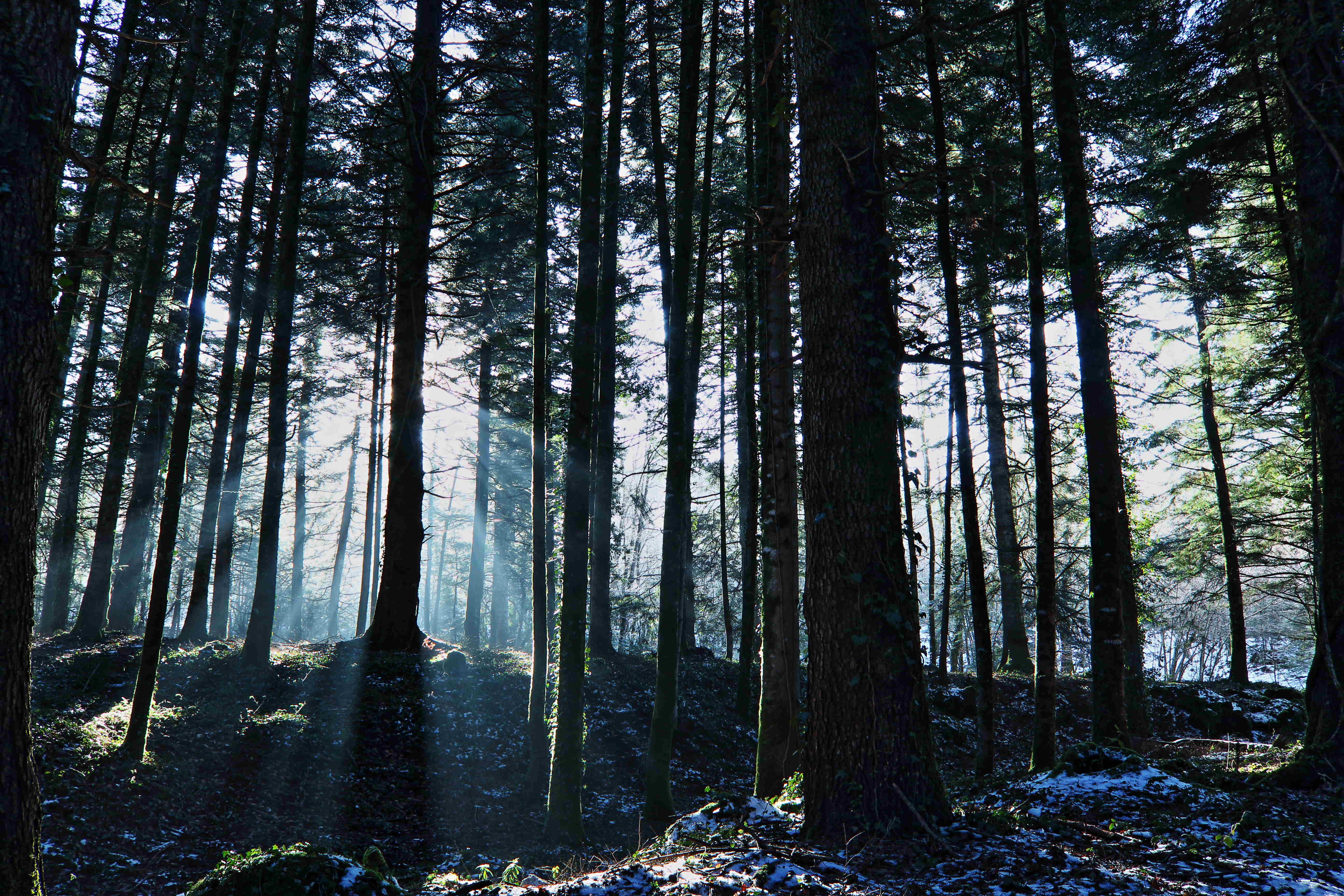
Abeti bianchi

Il soprassuolo forestale è caratterizzato per più dell'80% dall'abete bianco, presente a Collemeluccio con formazioni spontanee quali relitto delle antiche abetine che nei secoli e millenni addietro ricoprivano la dorsale appenninica e che oggi, oltre che in Molise, si ritrovano con piccoli nuclei in Abruzzo, in Toscana e in Calabria. In questa particolare realtà, infatti, le gestioni passate, basate su una moderazione dei tagli e sulla loro distribuzione su tutta la superficie del bosco, hanno determinato un'ottima conservazione dell'abete bianco. 
L'altra specie che partecipa alla formazione del consorzio forestale, è il cerro che caratterizza maggiormente le aree a margine della Riserva. Nelle esposizioni più fresche all'abete si associa il faggio. A queste specie si aggiungono il carpino bianco, l'acero campestre, l'olmo campestre, il ciavardello ed il frassino maggiore.
Particolarmente abbondante e vigorosa, soprattutto laddove l'abete bianco si mescola con il cerro, è la rinnovazione naturale. 
Nel sottobosco rigoglioso si trovano il biancospino, l'agrifoglio, il prugnolo e il nocciolo.
Nelle radure e lungo i margini sono frequenti i meli, i peri selvatici, i sorbi e fra i cespugli la rosa canina e il pruno selvatico.

## Fauna

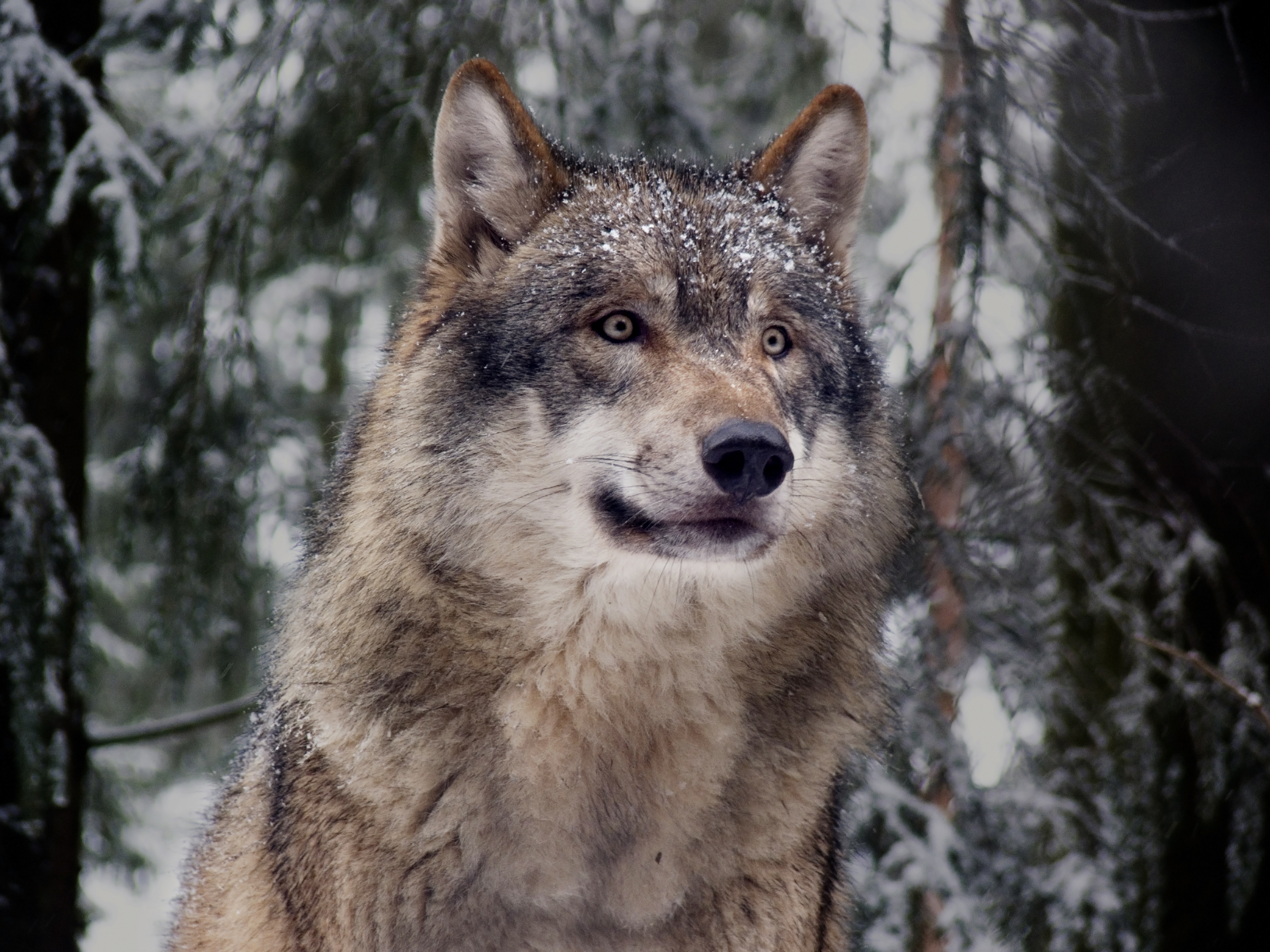
Lupo appenninico

Numerose sono le specie animali presenti: caprioli, lepri, tassi, martore, donnole, faine, volpi, scoiattoli, e gatti selvatici. Numericamente abbondante è il cinghiale la cui presenza è messa in evidenza anche dagli insogli rinvenibili in alcune aree della foresta e dai numerosi fusti scortecciati di abete bianco sui quali l'animale va a grattarsi. Lo stato di conservazione delle cenosi forestali ha consentito che specie come il lupo frequentassero questi luoghi come parte del loro spazio di azione.
Le specie che maggiormente caratterizzano l'avifauna sono il falco pellegrino, l'ortolano, il falco pecchiaiolo, il nibbio reale, la balia dal collare, il biancone, la tottavilla, l'averla piccola e la poiana.
Tra gli invertebrati meritano di essere segnalati Cerambix cerdo, Rosalia alpina, Callimorpha quadripunctata e l'Eriogaster catax.
Negli ambienti umidi è da segnalare la presenza della salamandrina terdigitata. 
Nel fiume Trigno vive il gambero di fiume.

## Attività
La presenza di sentieri segnalati, percorribili a piedi o in mountain bike, rendono il bosco di Collemeluccio un'area facilmente accessibile e la morfologia morbida e ondulata consente al visitatore di muoversi agevolmente.
Tra le mete da segnalare è il punto di belvedere "Colle Gendarme", da cui si può godere di un paesaggio di particolare fascino, i ruderi dell'antico mulino ad acqua sul fiume Trigno e l'antica sorgente Fonte Cupa.
Completano l'offerta il museo, che ospita i legni e gli animali più rappresentativi della foresta, e l'area attrezzata per la sosta.

## Galleria d'immagini

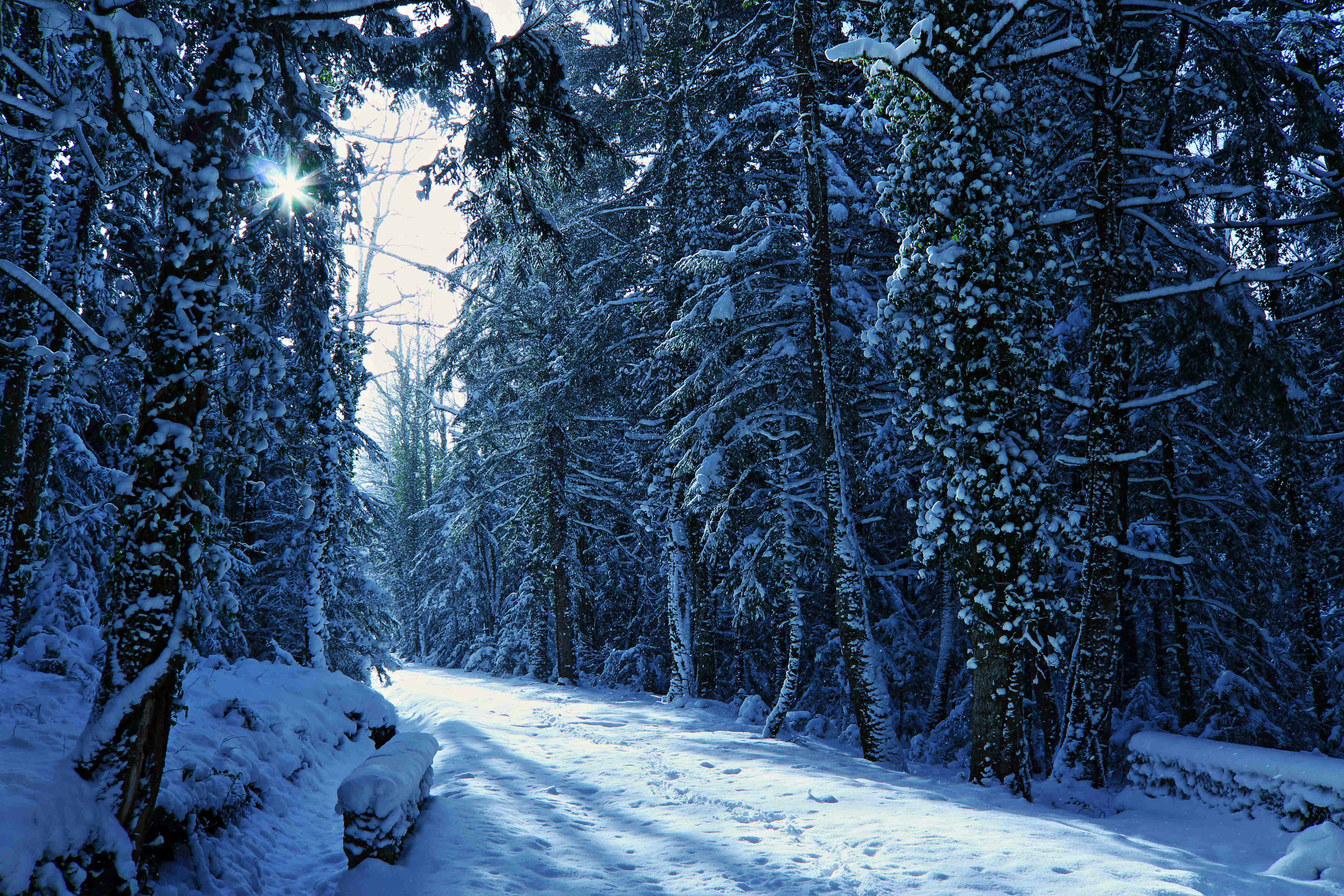
Collemeluccio in inverno
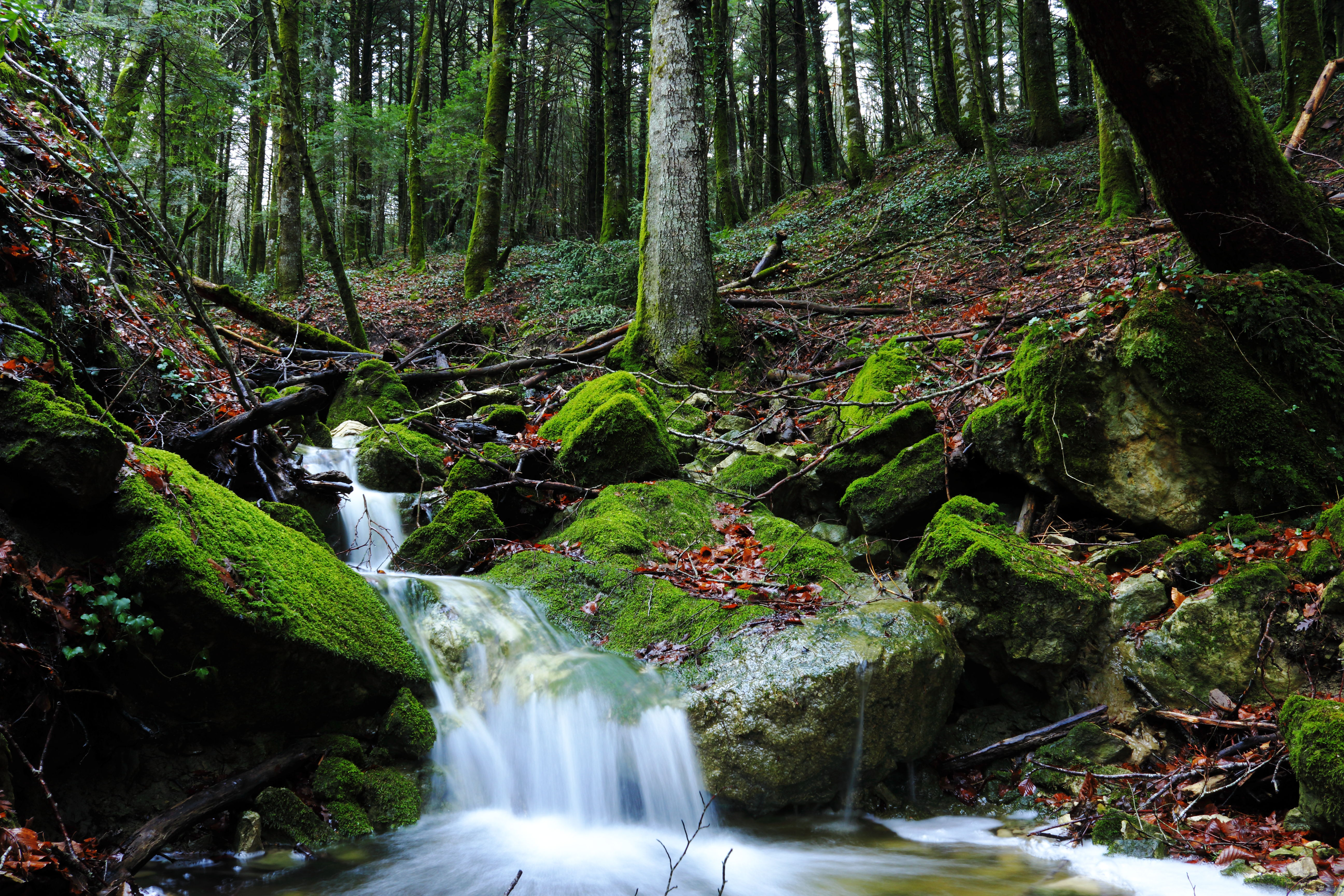
Ruscello
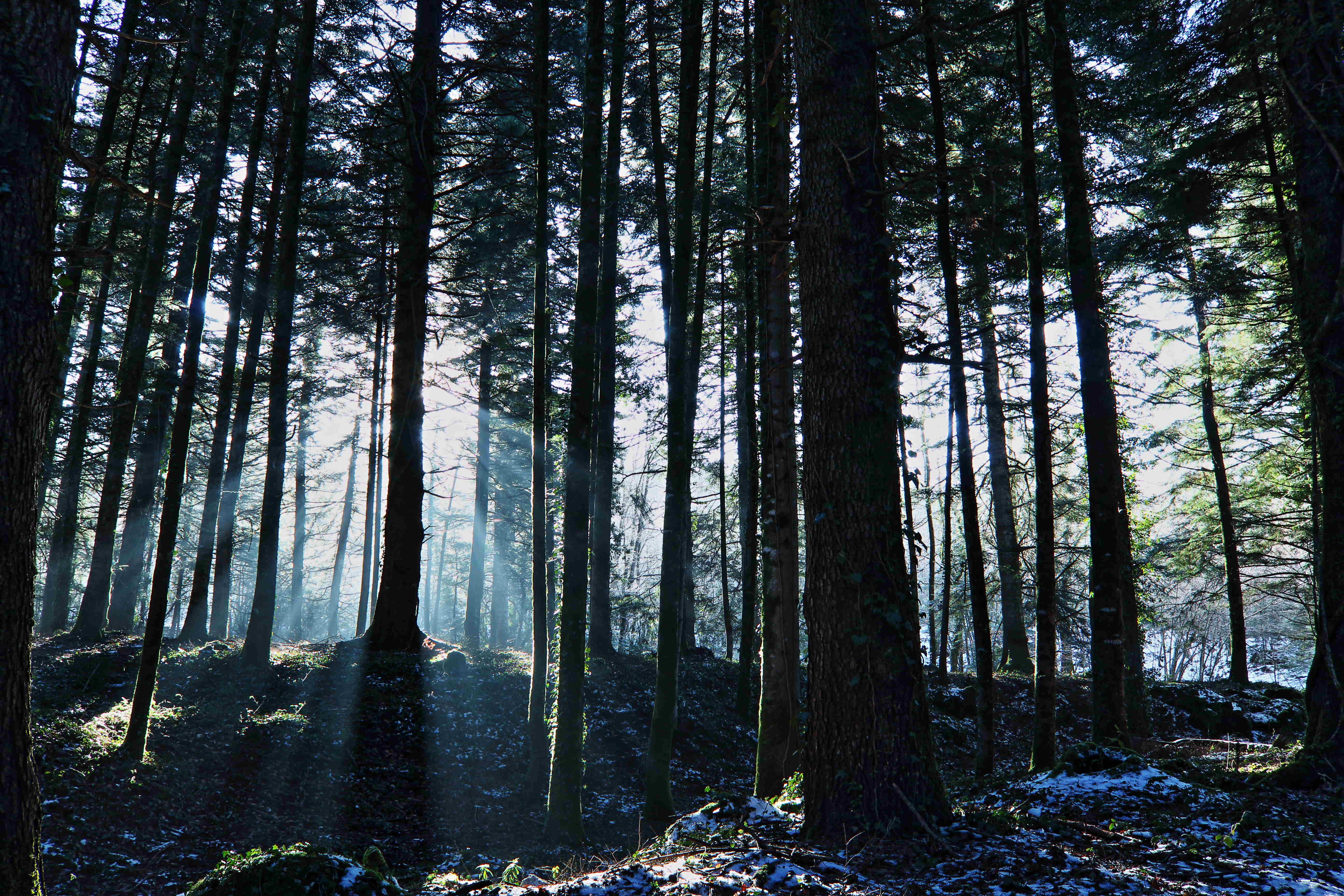
Abeti bianchi
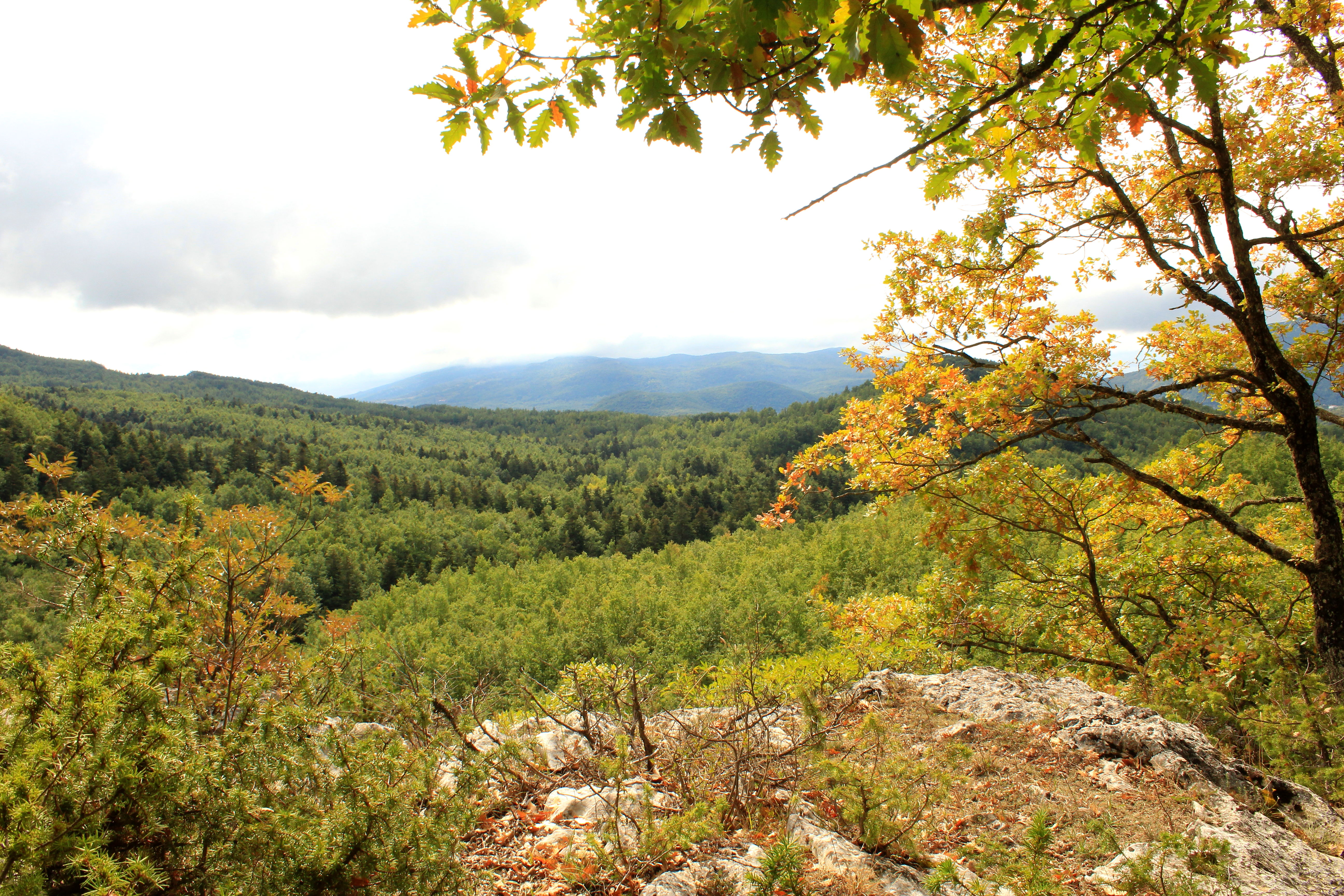
Panorama da Colle Gendarme
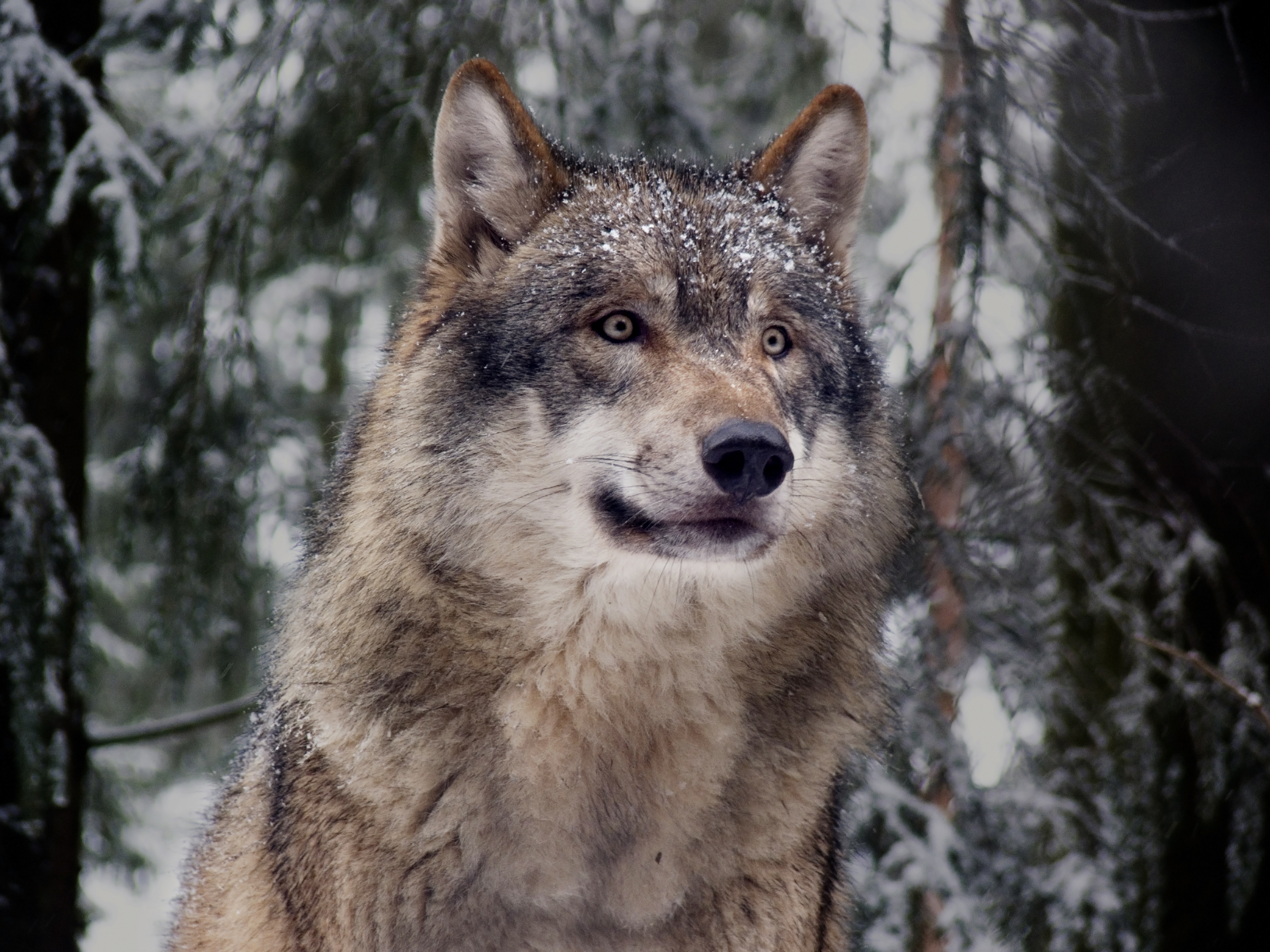
Lupo appenninico